# Lej zapadliskowy

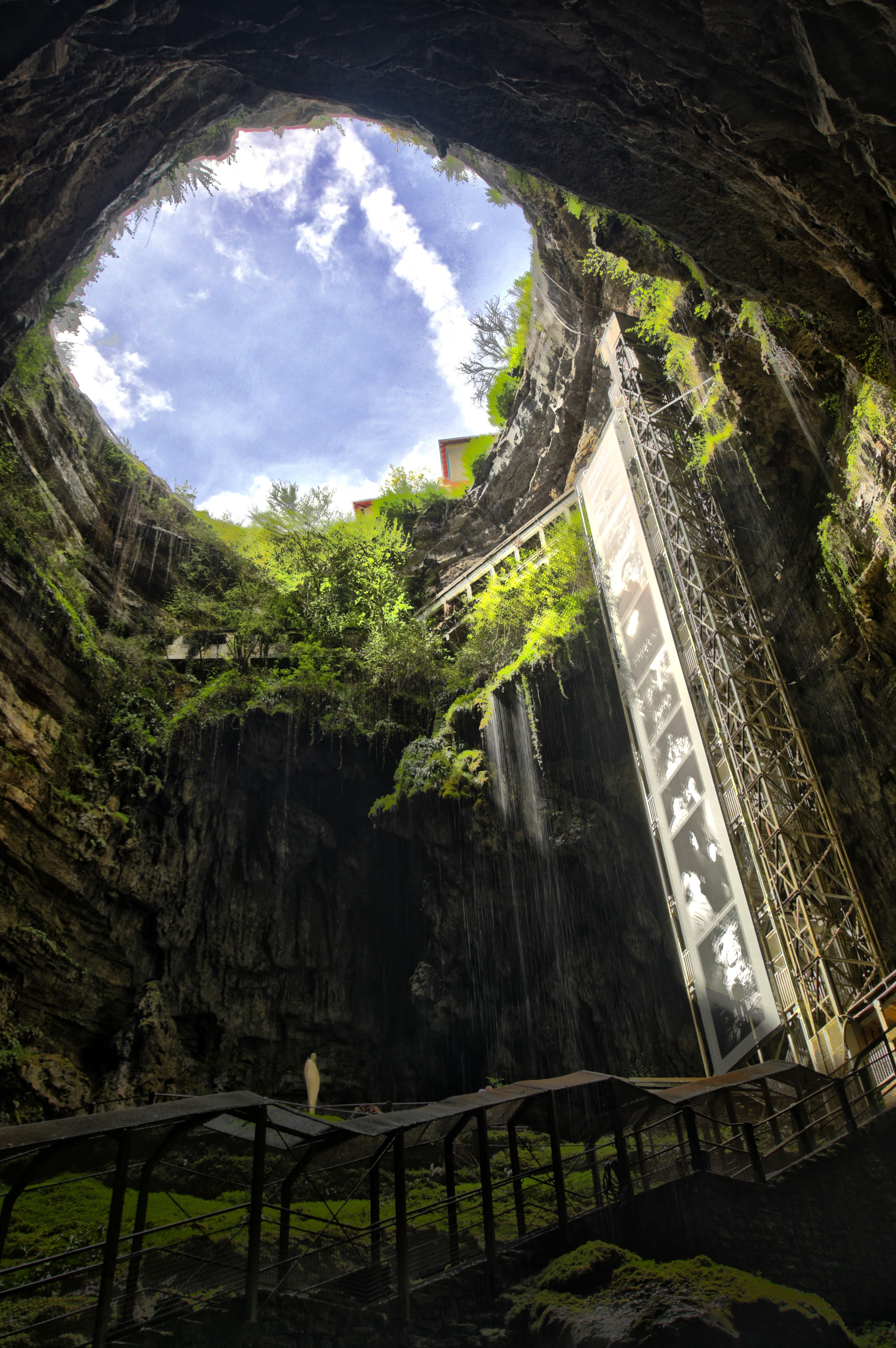
Lej zapadliskowy jaskini Gouffre de Padirac we Francji

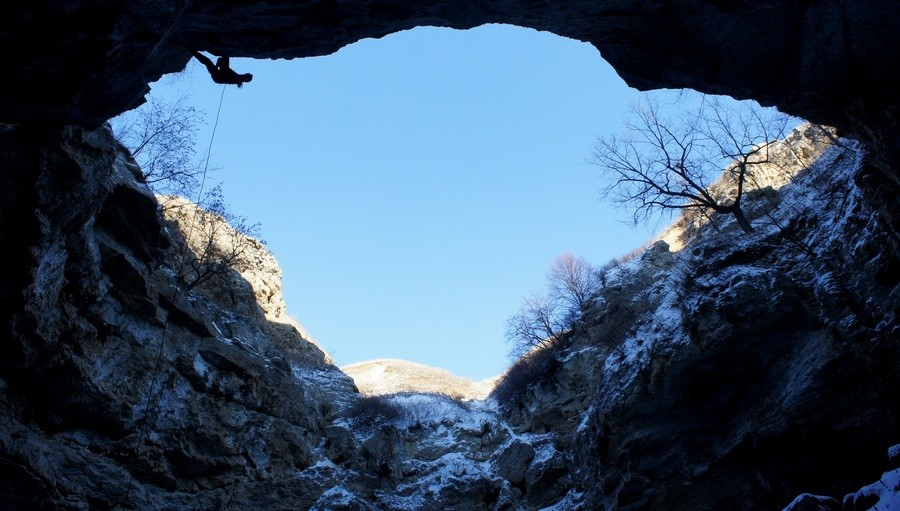
Otwór górny leja zapadliskowego wykształconego w skałach gipsowych. Jaskinia w Baszkortostanie.

Lej zapadliskowy – odmiana leja krasowego, powstała  w wyniku zapadania się stropu jaskini i cechująca się stromymi, w tym pionowymi, ścianami zbudowanymi ze skał zwięzłych oraz ostrą krawędzią otworu i dnem pokrytym ostrokrawędzistym zwaliskiem. 
Powstają często w masywach skalnych zbudowanych z gipsu lub w wapieniach o obniżonej odporności. Ich głębokość może przekraczać 100 m. Rodzajem lejów zapadliskowych są cenote.